# 타바리스탄

타바리스탄의 영역

타바리스탄 (Tabaristan, 중세 페르시아어: , Tapurstān) 혹은 타푸리아 (Tapuria)는 오늘날 이란 북부의 마잔다란 주에 해당하는 옛 지역이다. 현지인들은 이 지역을 두고 마잔다란이라고 부르지만, 이슬람 제국의 침공 때부터 셀주크 제국 시기까지는 타바리스탄이라고 불렀다.

## 태초
지금의 마잔다란과 길란 지방에 처음으로 정착한 이주민은 아마드인으로 여겨진다. 이곳에 큰 왕국이 들어선 시기는 기원전 1000년경으로 거슬러 올라간다. 하이카니아 왕국이 사드라카르타 (오늘날 사리 부근)를 수도로 삼고 건국된 시기로, 수백년간 카스피해를 하이카니아 해로 불렀을 정도로 하이카니아 왕국의 영역은 컸다. 최초의 왕조는 파라타티아 왕조로 기원전에 몇 세기 동안 이 지역을 다스린 것으로 알려져 있다.
한편 파르티아인이 세를 넓히면서 대부분의 아마드인들은 엘부르즈산맥의 남쪽 지대 (오늘날의 바라민과 가름사르)로 쫓겨나게 되었고, 아마드인이 살던 자리에는 타바리인이 들어와 정착하게 되었다.
토착민들이 세운 구시나스피아 왕조 시기에는 기독교가 들어와 널리 전파되었다. 기원후 418년에는 타푸리아력 (아르메니아력이나 갈레시력과 유사)이 만들어져 시행되었다. 가시나스피아 왕조는 사산 왕조 페르시아의 카바드 1세의 침공을 받아 긴 전쟁 끝에 528년 마지막 왕이 사망하면서 멸망했다.

## 중세

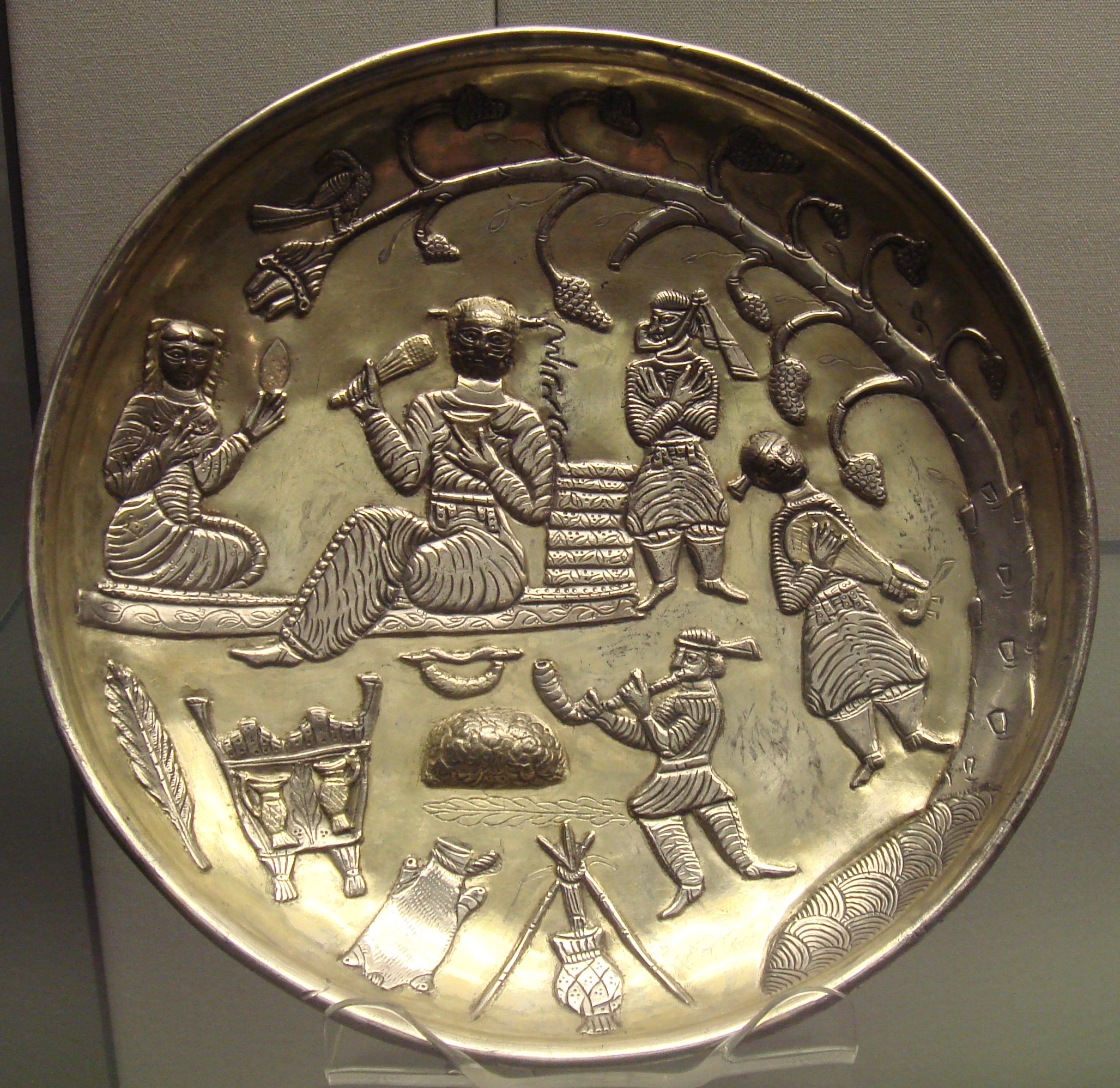
타푸리아의 은도금 접시. 7~8세기. 사산 제국의 전통 양식으로 아랍 침공 이후에도 전승되었다. 테두리를 따라 기대고 있는 문양 속에 팔라비 문자로 '아누자드' (Anuzhad)라고 새겨져 있다. 대영 박물관 소장.

사산 왕조가 몰락하면서 645년 국왕 야즈데게르드 3세는 이 지역의 영토를 길 가브바라 장군에게 넘기라고 아드하르 발라시에게 명했다. 이렇게 길 장군에게 있던 영토에 서부-남부 길란 지방이 더해지면서 타푸리아라는 이름의 지방이 되었다. 길 가브바라는 647년 아몰을 타푸리아 통일 왕국의 수도로 정하고 건국했다. 이렇게 창건된 길 왕조는 길란 지방에서 가브바레흐 왕조로, 동타푸리아에서는 다부이드 왕조라고 불렀다.
타바리스탄은 페르시아에서 이슬람의 침공에 마지막까지 굴복하지 않았던 지역으로, 타바리스탄의 쿠르쉬드가 왕위에 있었던 761년까지 저항을 계속하다가, 쿠르쉬드가 아바시드 칼리프의 봉신이 되면서 끝났다. 하지만 이후에도 타바리스탄은 칼리프의 직접 통치에서 거의 벗어나 독립된 채로 존재했고, 수많은 난과 권력 투쟁을 겪었다.
예컨대 9세기 초에는 마자르라는 이름의 한 조로아스터교 신자가 반란을 일으켜, 타바리스탄의 권력을 쥐고 무슬림들을 탄압하다가 끝내 839년에 처형되었다. 마자르의 난 이후 타바리스탄은 대부분 바반드 왕조의 지배 지역으로 들어갔다. 바반드 왕조는 셀주크 튀르크, 화레즘 샤 왕조, 몽골 제국 등의 여러 대제국 하에서 군신 관계를 맺어 타바리스탄을 지배했다.
이후 타바리스탄 지역은 시아파를 빠르게 수용했고, 900년경에는 알라비드인들이 자이드파 왕국을 세웠다.
타바리스탄에서 다부이드인들은 평야 지방을, 소흐라야인들은 산지 지방을 지배했다. 1034년까지는 반다드 호르무즈가 약 50년간 이 지역을 지배했다. 마지아르가 속임수를 당해 암살당했던 해인 1125년부터는 이슬람 개종이 늘어났는데 이는 이슬람 제국 칼리프가 아닌 이맘의 사신들에 의한 것이었다.
마잔다란인과 길라크인은 이슬람교 시아파로 바로 개종한 최초의 이란 민족이기도 했다.

## 근대
타푸리아는 이후로도 어느 제국에 속하지 않고 독립된 채로 남아 있었다. 그러다 1596년 모계 친척이 마잔다란인이었던 아바스 1세가 마잔다란 지역을 사파비 왕조에 편입시키고, 수많은 아르메니아인, 시르카시아인, 조지아인, 쿠르드족, 카자르튀르크족들을 이곳에 강제 이주 정착시켰다. 피에트로 델라 발레는 마잔다란의 피루즈쿠 부근에 있는 어느 마을을 방문하고 나서, 마잔다란인 여성들은 절대로 베일을 쓰지 않고 외국인과 거리낌 없이 대화한하고 적었다. 또 이 지역 내에는 셀 수 없이 많은 시르카시아인과 조지아인들이 살고 있으며 마잔다란인만큼 예의를 갖추는 사람은 이전까지 본 적은 없었다고 적기도 했다.
오늘날 페르시아 고유의, 카스피해 마잔다란 지방에 있는 파르스 지역과 이 제국 내의 여러 지역에는 조지아인과 시르카시아인 주민들이 가득 모여 살고 있다. 이들 중 대부분은 지금까지도 기독교 신자로 살고 있으나 치루는 의식은 매우 투박한데, 이들을 인도해줄 신부나 목사가 전혀 없기 때문이다.— 피에트로 델라 발레

사파비 왕조가 멸망한 후에는 카자르 왕조의 아가 무함마드 칸이 1782년 마잔다란 지역을 편입하고 이를 기점으로 남하하기 시작했다. 1782년 3월 21일, 아가 모하마드 샤가 사리 시를 제국의 수도로 삼겠다고 선포했다. 이후 몇년간 사리에서 수차례의 전쟁이 벌어지면서, 파트 알리 샤의 명으로 카자르 왕조의 수도는 사리에서 테헤란으로 이전되었다.